# 小絞りボケ
小絞りボケ（こしぼりボケ）とは、写真撮影においてカメラの絞りを絞れば絞るほど、光の回折により、画質の鮮明さが失われ、全体にぼけた画像になる現象。単に回折現象と呼ぶことも多い。フィルムカメラでもデジタルカメラでも起こる現象であるが、撮像素子の小さいデジタルカメラ（特にコンパクトデジタルカメラ）では問題が顕著となる。

## 被写界深度と小絞りボケ
レンズの焦点距離と、カメラと被写体の距離が同じであるとすると、レンズの絞り値（F値）が大きい（絞り込む）ほど、被写界深度が深くなり、全体にピントが合う（パンフォーカス）わけであるが、それと同時に光の回折現象の影響も顕著に現れてくる。回折は、光が波の性質を持つことに由来し、障害物の背後に回りこむ（この場合、絞り羽根の裏側に回りこむ）物理現象である。絞り込むほど、フィルム面に届く全体の光量が低下し、像は回折した光による影響を大きく受ける。このため全体がぼけ、解像力が低下する。大きく引き伸ばすと肉眼でもわかるほどとなる。このように被写界深度の深さと小絞りボケとは二律背反の関係にあり、撮影にあたって悩ましい問題となる。

## 画像による比較

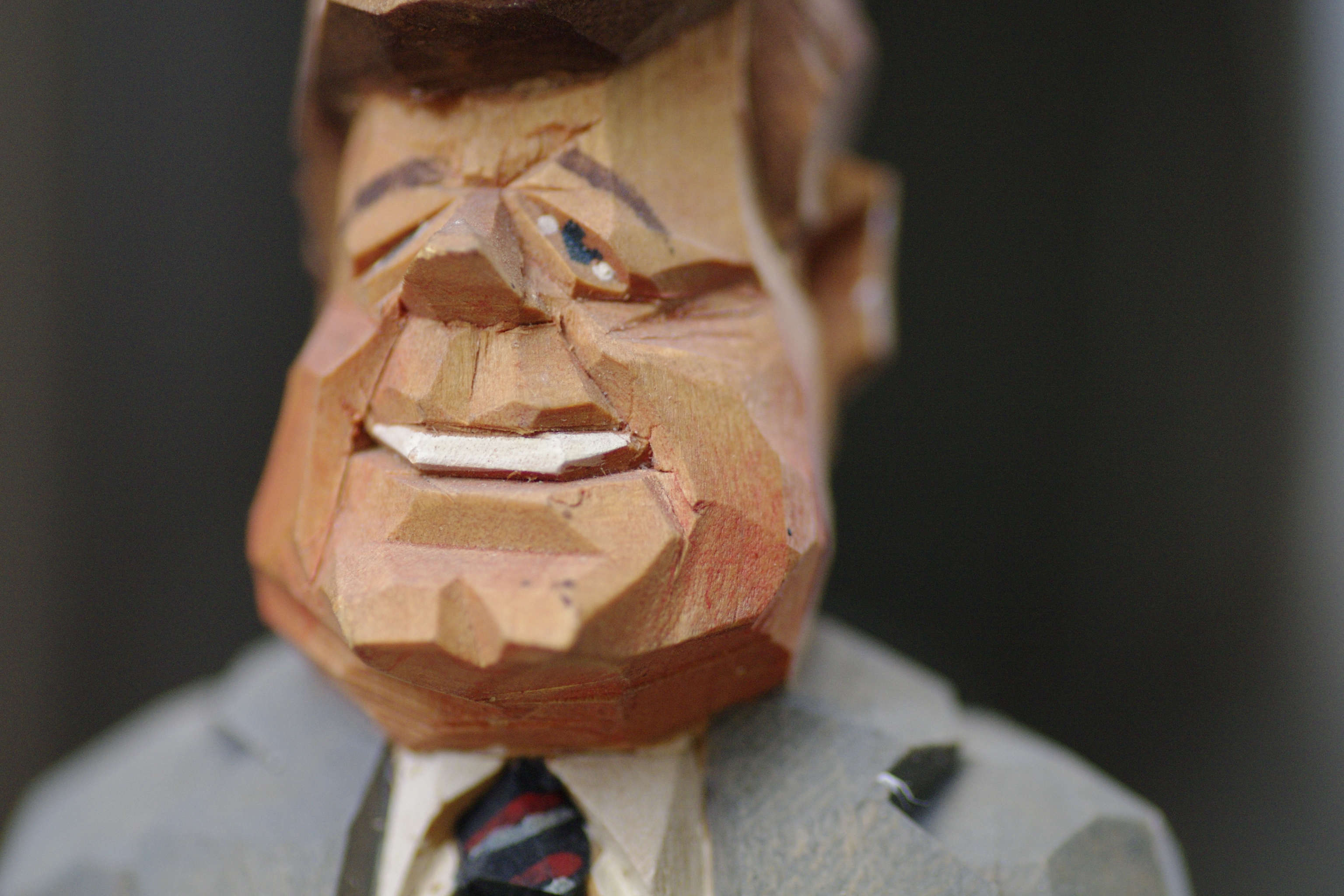
写真1　画像の全体像 F2.8

小絞りボケの実態を示すために、同じ木彫りの人形を同じカメラ、同じレンズ（焦点距離90ミリの固定焦点レンズ）で、三脚を用いて被写体との距離、アングルを固定し、露出が変化しないように絞りを変化させて撮影した（露出値が変化しないよう、シャッター速度は変化させている）。
写真1は絞りF2.8で撮影した写真の全体像である。なお、肩の部分などがぼけているのは、「小絞りボケ」ではなく被写界深度が浅いことが原因である。カメラはAPS-Cサイズのデジタル一眼レフである。

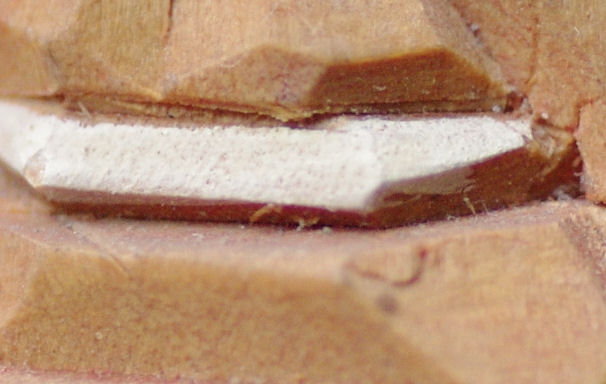
写真2　F2.8におけるボケ

小さい画像ではボケの実態が表現できないので、写真1を等倍にまで拡大して、口の周辺をトリミングしたのが写真2である。被写界深度は浅いが、ピントのあっている部分は非常に鮮明かつシャープに写っている。

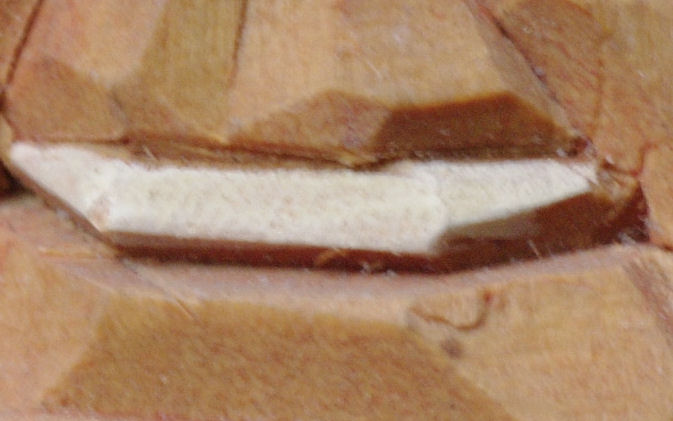
写真3　F11における小絞りボケ

写真3はF11における同じ部分のトリミングである。F2.8に比べると若干不鮮明である。

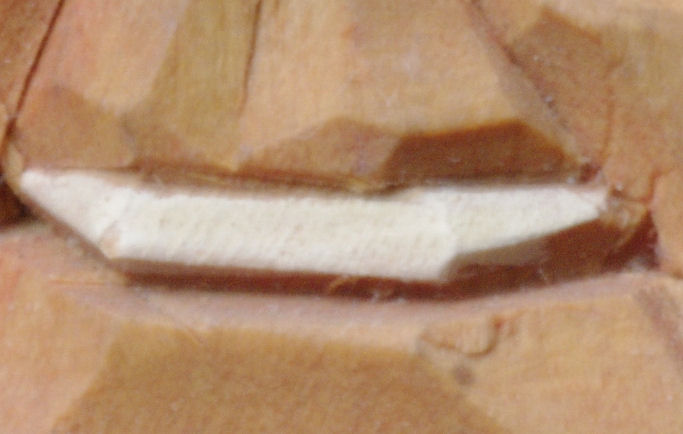
写真4　F32における小絞りボケ

写真4はF32における同じ部分のトリミングである。F11に比べさらに不鮮明になっている。このように実際の写真を拡大して比較してみると、小絞りボケの存在が明らかに現れてくる。

## 撮像素子と小絞りボケ
センサーサイズやフィルム面積が小さいほど、同じプリントサイズにするには拡大率が大きくなり原版には高解像力が求められる。
一方デジタルカメラの場合、センサーサイズが小さいほど、また画素数が多いほど、一画素あたりのサイズが小さくなる。
理想的なレンズの解像力は、回折現象が問題になって、レンズのF値に制約される。（具体的にはエアリーディスク#カメラを参照。）
現実のレンズではウルトラマイクロニッコール等の一部レンズをのぞき、収差の影響でこれ以下に解像力が落ち、またフィルムカメラの時代には許容錯乱円が比較的大きかったので、小絞りボケはそれほど問題にならなかった。しかし上記のように小センサーサイズで画素数が多い場合一画素あたりのサイズが小さくなることで、回折現象が問題になるケースが多くなってきた。
レーリー限界での解像力限界（e線）
F5.6：268本/mm
F8.0: 188本/mm
F11 : 136本/mm
F16 :  94本/mm
F22 :  68本/mm

## 絞りのジレンマ
郡川正次は適当なところで折り合いをつけるとしながらも、必要なときはF22まで絞ってもよいとしている。また、桃井一至は実用上問題がなければ気にしないとしており、プロカメラマンの間でも意見が分かれている。
大きく写真を引き伸ばす必要のないときは、絞り込むことによるパンフォーカスの効果の方がはるかに大きい。
また、デジタルカメラの場合、画像処理（シャープネス処理）により、ある程度、小絞りボケを緩和することができるという指摘もなされている。
ピンホールカメラでは、ピンホールを大きくすると像がぼやけ、小さくすれば小絞りボケによって像がぼやける、という関係にあるため、ぼやけが最小になるようなピンホールのサイズは一意に定まる（実際的には、被写体の明るさと写真材料の感度と撮影に許される露光時間から、必要な光量を得られるサイズとするのが普通である）。

## センサーサイズの違いと技術の進歩
フォーサーズセンサーのカメラはほぼフルサイズや35mmフィルムと比べ同じ画角であれば（例えばフルサイズが24mmの画角であればフォーサーズは12mmで済む）2段程度被写界深度が深く、F8でF16相当の被写界深度となる。APS-Cセンサーのカメラでは同じ画角だと一段程度ありF11でフルサイズ換算F16相当となる。
小さいセンサーのカメラでも回折補正をする画像エンジンもかなり進化している。例えばOLYMPUSはフォーサーズセンサーのカメラを出す企業であるが2013年に今までと比べて画像エンジンで一段分の改善をしたと答えている。
同じ画角と換算値の被写界深度とすると小さいセンサーでも大きいセンサーのカメラと比べてF値を大きくしなくても速いシャッター速度と低いISO感度で手持ちでもブレずに深い被写界深度の写真を撮れるというメリットもある。